# Parafia św. Andrzeja Apostoła w Małyniu
Parafia Świętego Andrzeja Apostoła w Małyniu – rzymskokatolicka parafia położona we wsi Małyń. Administracyjnie należy do diecezji włocławskiej (dekanat szadkowski). 
Odpust parafialny odbywa się w święto św. Andrzeja Apostoła – 30 listopada.
Proboszcz
- ks. Mariusz Staszak